# 卡贊勒克市鎮

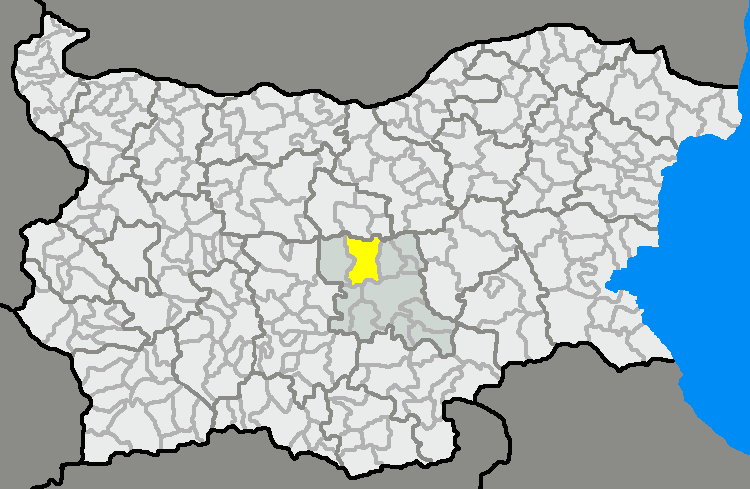

卡贊勒克市，是保加利亞的城鎮，位於該國中南部，由舊扎戈拉州負責管轄，首府設於卡贊勒克，面積634.78平方公里，2011年人口72,581，人口密度每平方公里114.34人。
42°37′01″N 25°24′00″E / 42.617°N 25.4°E